# Joe Nunez
Joe Nuñez (Chicago, 18 giugno 1975) è un batterista statunitense.

## Biografia
Ex batterista della band heavy metal Soulfly e attuale dei Stripping the Pistol.
È entrato nei Soulfly nel 2001 per lasciarli nel 2003 per unirsi ai Stripping the Pistol, ma nel 2005 ritornò anche nei Soulfly.
Ha suonato in 4 album dei Soulfly tutti pubblicati da Roadrunner Records.
Per quanto riguarda i Stripping the Pistol ha suonato nel loro disco omonimo.